# Italgas
Die Italgas S.p.A. ist ein italienischer Erdgasversorger mit Sitz in Mailand.

## Geschichte
Italgas wurde 1837 als Compagnia di Illuminazione a Gaz per la Città di Torino in Turin gegründet.
1933 wurde die insolvenzbedrohte Italgas von der Istituto per le Opere di Religione der Vatikanstadt übernommen.
1967 wurde die Snam, eine damalige Tochtergesellschaft des italienischen Mineralöl- und Energiekonzerns Eni, Mehrheitsaktionär der Italgas. In den folgenden Jahren expandierte das Unternehmen stark und stieg neben dem Kerngeschäft im Erdgassektor in die Trinkwasserversorgung und Abfallwirtschaft ein. Diese Geschäftszweige wurden jedoch zugunsten der Erdgasversorgung wieder aufgegeben.
2003 übernahm Eni nach einem öffentlichen Übernahmeangebot 100 % des Aktienpakets und nahm Italgas von der Börse. 2009 veräußerte Eni das Unternehmen an seine Tochtergesellschaft Snam.
2016 wurde Italgas aus der Snam ausgegliedert und nach 2003 wieder an der Borsa Italiana notiert.

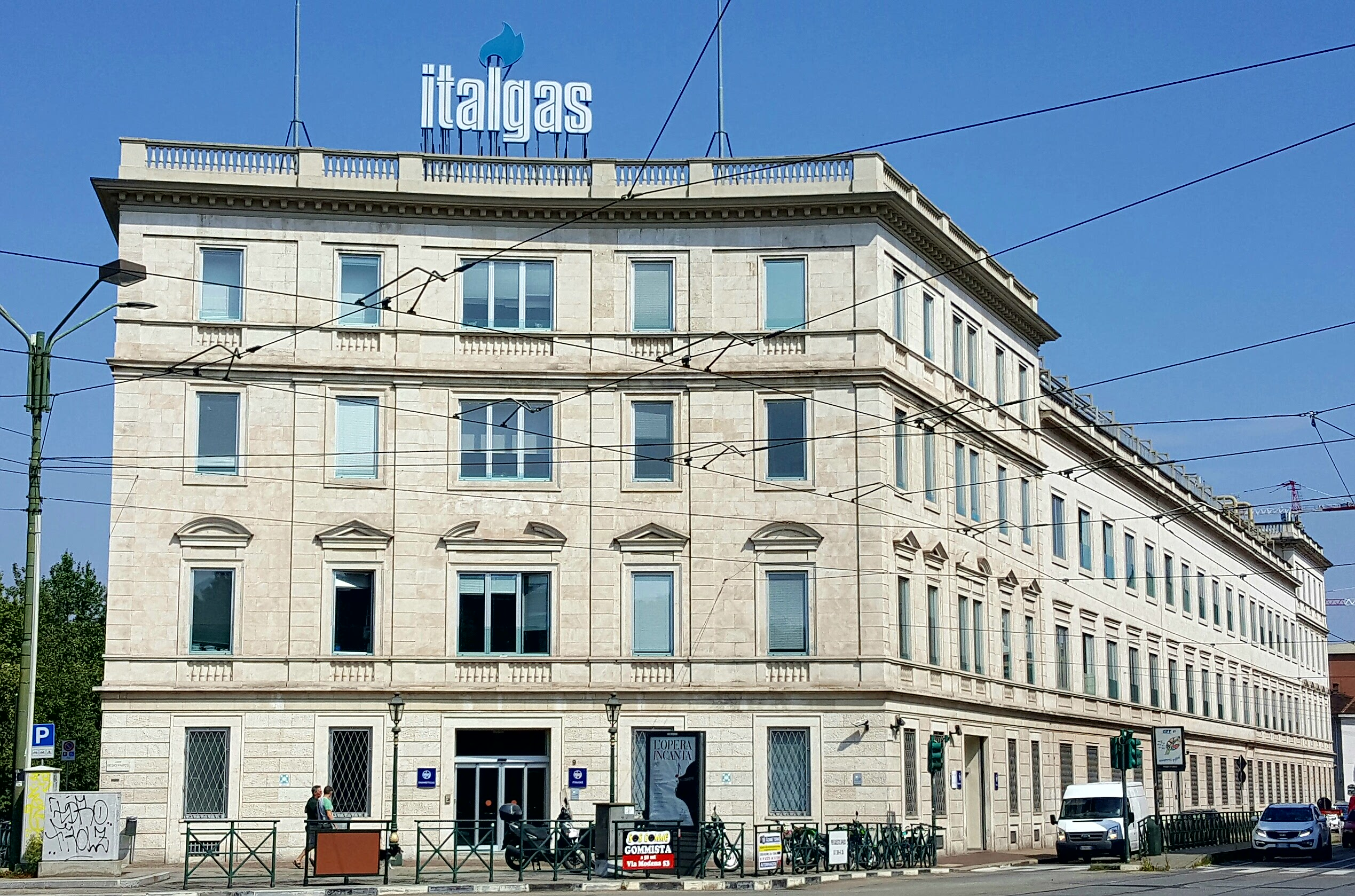
Italgas-Standort Turin

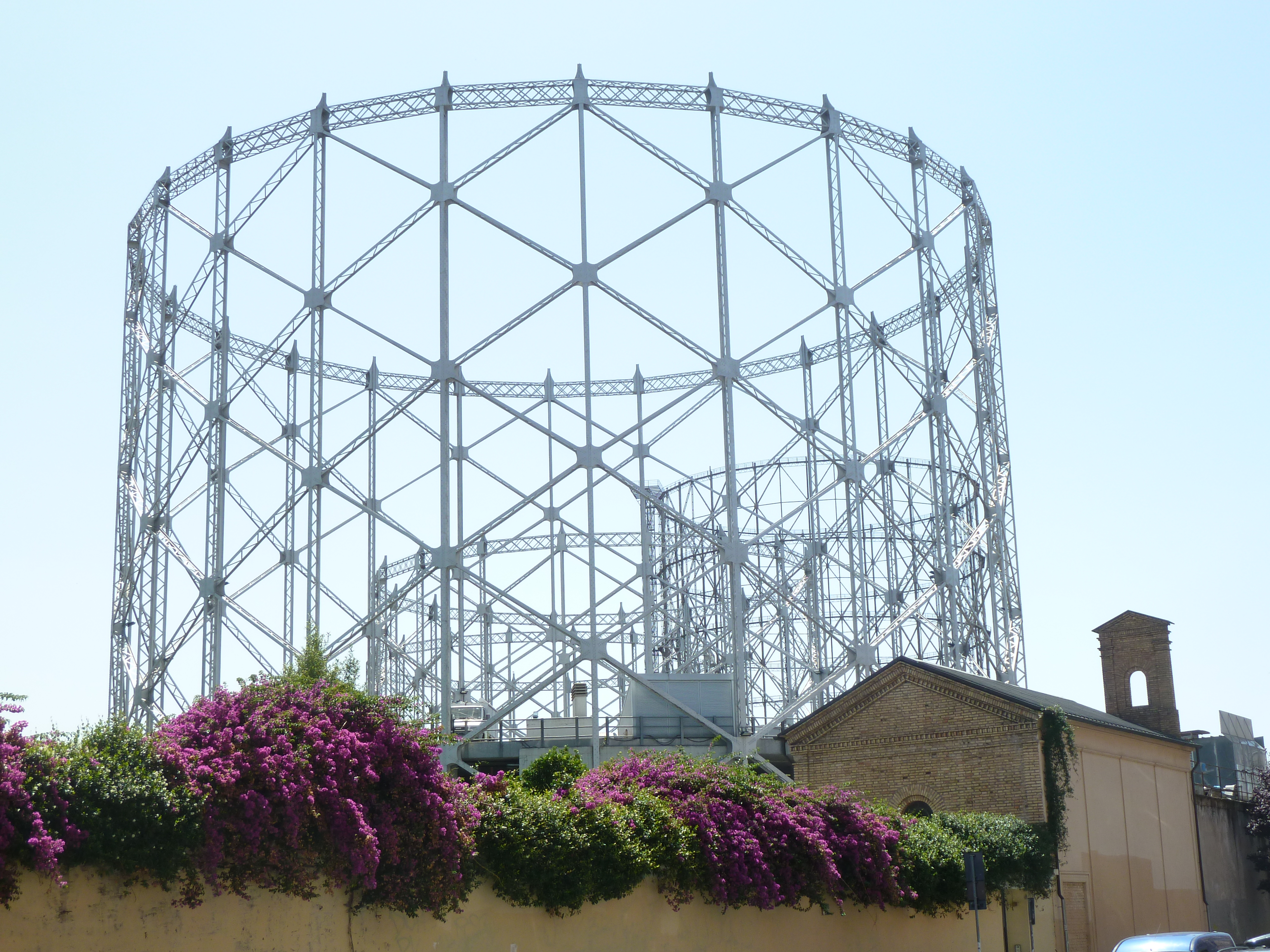
Gasometer der Italgas in Rom

## Anteilseigner
(Stand: Dezember 2024)
- Italienischer Staat über die Cassa Depositi e Prestiti: 26 %
- Snam S.p.A.: 13,5 %
- Lazard Ltd.: 9,7 %
- BlackRock, Inc.: 3,7 %
- Sun Life Financial: 3,2 %
- Banca d’Italia: 1,4 %
- Streubesitz: 38,0 %